# Kentoverse
Kentoverse ist das elfte Studioalbum von Kento Masuda, das am 21. Dezember 2021 über sein eigenes Plattenlabel Kent On Music, Inc. veröffentlicht wurde. Das Album besteht aus fünf Titeln und wurde von Kento Masuda selbst in Zusammenarbeit mit Gary Vandy produziert.
Die auf Kentoverse vorgestellten Titel wurden zunächst im Studio von Kento Masuda in Tokio, Japan, aufgenommen und anschließend von Co-Produzent Gary Vandy in Miami, Vereinigten Staaten von Amerika, gemischt und gemastert.
Kentoverse ist ein Musikprojekt, bei dem Masuda sich von der Pandemie-Erfahrung inspirieren ließ. Es geht über traditionelle Genreklassifizierungen hinaus, indem es Elemente klassischer, Ambient- und zeitgenössischer Musik nahtlos miteinander verbindet. Einer der bemerkenswerten Aspekte des Kentoverse-Albums ist die Aufnahme von Auftragskompositionen, die von verschiedenen Themen inspiriert sind. Dazu gehört eine Auftragskomposition zum freimaurerischen Thema des Großen Architekten des Universums sowie ein königlicher Marsch für das Haus Rurikovich.
Neben anderen Kooperationen und musikalischen Darbietungen ist Kento Masuda eine Kooperationspartnerschaft mit der Europäischen Stiftung zur Förderung der Kultur in Europa eingegangen. Im Rahmen dieser Zusammenarbeit wird er eine Reihe von Live-Shows mit Kompositionen aus seinem neuesten Album, Kentoverse, aufführen.

## Titelliste
| Nr. | Titel                                | Länge |
| --- | ------------------------------------ | ----- |
| 1.  | Great Architect of the Universe      | 12:42 |
| 2.  | Integrity                            | 4:54  |
| 3.  | Godsend Rondo Verse                  | 15:22 |
| 4.  | Rurikovich March Era of Resurrection | 5:12  |
| 5.  | K11                                  | 4:53  |

## Albumaufnahme
- Kento Masuda – Komponist, Klavier, Keyboard, Synthesizer, Produktion
- Gary Vandy – Mixing, Mastering, Produktion

## Auszeichnungen und Nominierungen
| Jahr | Vergeben                               | Nominiertes Werk | Kategorie                                    | Ergebnis |
| ---- | -------------------------------------- | ---------------- | -------------------------------------------- | -------- |
| 2017 | Accolade Global Film Competition       | „Godsend Rondo“  | Kunst / Kultur / Performance / Theaterstücke | Gewonnen |
| 2017 | Best Shorts Competition                | „Godsend Rondo“  | Kunst / Kultur / Performance / Theaterstücke | Gewonnen |
| 2017 | Los Angeles Film Awards                | „Godsend Rondo“  | Musik-Video                                  | Gewonnen |
| 2017 | Festigious International Film Festival | „Godsend Rondo“  | Musik-Video                                  | Gewonnen |
| 2017 | Top Shorts Film Festival               | „Godsend Rondo“  | Musik-Video                                  | Gewonnen |
| 2017 | New York Film Awards                   | „Godsend Rondo“  | Musik-Video                                  | Gewonnen |
| 2017 | Actors Awards Los Angeles              | „Godsend Rondo“  | Musik-Video                                  | Gewonnen |